# Julia Neilson
Julia Neilson, pseudonimo di Julia Emilie Neilson (Londra, 12 giugno 1868 – Londra, 27 maggio 1957), è stata un'attrice e direttrice teatrale inglese.

## Biografia

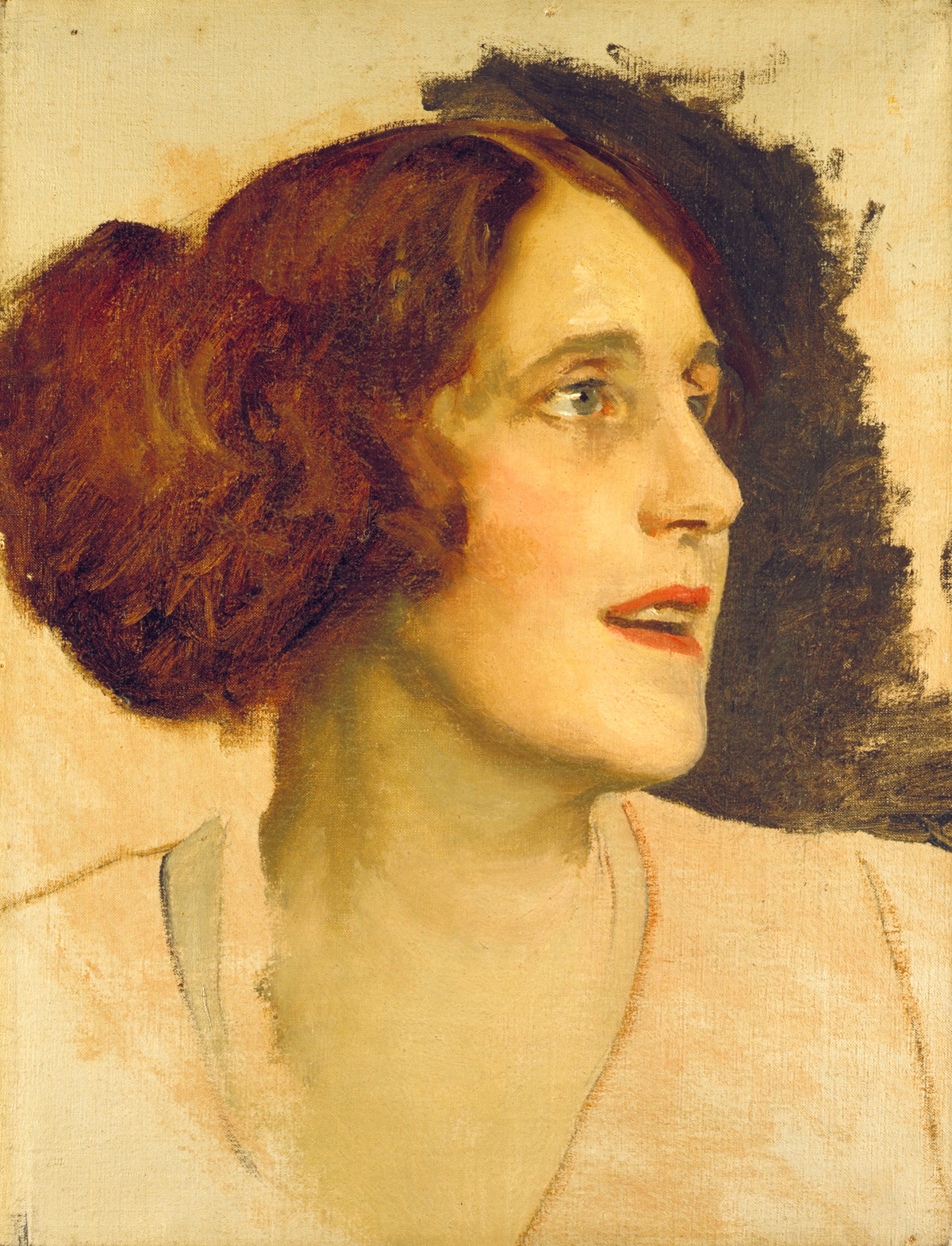
Julia Neilson

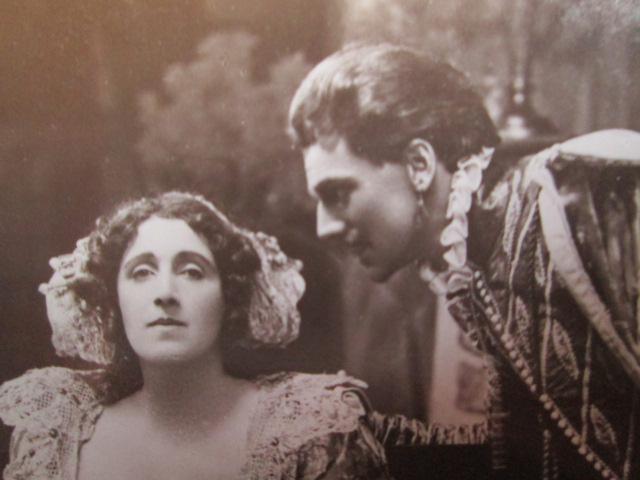
File:Julia Neilson e A. E. Anson nel 1910

Julia Neilson nacque a Londra il 12 giugno 1868, figlia di Alexander Riche Neilson, un gioielliere, e di sua moglie Emily Davis.
I suoi genitori divorziarono poco dopo la sua nascita, lasciando sua madre da sola ad educare Julia.
In seguito frequentò una scuola a Wiesbaden, in Germania, dove studiò per tre anni il francese, il tedesco e la musica.
Quando tornò in Inghilterra, all'età di quindici anni andò alla Royal Academy of Music dove attirò l'attenzione per le sue doti di cantante. Lì ha ottenuto i suoi primi premi.
Nonostante il suo talento canoro, decise di imparare la professione di attrice e fece il suo debutto sul palcoscenico professionale il 21 marzo 1888 al Lyceum Theatre.
Poco dopo ottenne il suo primo ruolo da protagonista nella commedia Pigmalione e Galatea di William Schwenck Gilbert.
Crescendo la sua reputazione, venne ingaggiata dal grande attore-produttore Beerbohm Tree, con cui effettuò tournée con la sua compagnia, recitando per cinque anni all'Haymarket Theatre, a partire dal settembre 1889 e sotto la sua guida perfezionò la sua vocazione recitativa, come attrice tragica, interpretando con successo sia testi shakespeariani sia commedie moderne di Oscar Wilde ed Henry Arthur Jones.
Si sposò con l'attore Fred Terry e nel 1895, due mesi dopo la nascita del suo secondo figlio, andò in tournée negli Stati Uniti d'America insieme al marito.
Effettuò un'apparizione sola nel mondo del cinema, con il cortometraggio di tre minuti King John, nel 1899.
L'anno seguente, assieme al marito, assunse la direzione dell'Haymarket Theatre nel 1900, producendo opere di successo per almeno un trentennio,quali La dolce Nell del vecchio Drury di Paul Kester e La Primula Rossa di Emma Orczy, che consentirono agli attori di esprimere le loro qualità di spirito e di raffinata e romantica eleganza.
Nel 1940 pubblicò un'autobiografia intitolata Questo per ricordo.
Julia Neilson morì in un ospedale di Hampstead, a Londra, dopo una caduta a casa sua, nel 1957 all'età di ottantotto anni.
I suoi figli Phyllis e Dennis furono entrambi attori: la prima esordì con i genitori e si distinse successivamente per la bellezza nei ruoli classici di Giulietta; il secondo si specializzò nella recitazione di opere shakespeariane.